# Motteke! Sailor Fuku
Motteke! Sailor fuku (もってけ！セーラーふく?, Motteke! Sērā fuku, "Prendila! La sailor fuku") è un brano musicale cantato da Aya Endō, Kaori Fukuhara, Aya Hirano ed Emiri Katō pubblicato come singolo il 23 maggio 2007 dalla casa discografica Lantis e utilizzato come sigla di apertura dell'anime Lucky Star.
Nella sua prima settimana di vendita, il singolo ha raggiunto la seconda posizione della classifica Oricon Il singolo è stato certificato disco d'oro per aver venduto più di 100 000 copie. L'8 agosto 2007 è stato pubblicato un CD contenente sette remix del brano, intitolato Motteke! Sailor fuku Re-mix 001 -7 Burning Remixers- (もってけ!セーラーふく リミックス 001 -7 Burning Remixers-?, Motteke! Sērā fuku Rimikkusu 001 -7 Burning Remixers-). Questa nuova versione del singolo ha raggiunto la terza posizione della classifica Oricon dei singoli più venduti in Giappone, vendendo oltre trentamila copie. Motteke! Sailor fuku ha vinto il Premio Radio Kansai 2007, una categoria dell'Animation Kobe Theme Song Award.
Nella videosigla di apertura dell'anime, il brano è accompagnato da una coreografia eseguita dalle protagoniste e diventata molto popolare su Internet, com'era accaduto l'anno precedente con il brano Hare hare yukai, sigla dell'anime La malinconia di Haruhi Suzumiya, anche questa prodotta dallo studio Kyoto Animation come Lucky Star. Il brano è inoltre stato utilizzato nel videogioco per Wii giapponese Taiko no tatsujin.

## Tracce
CD singolo Motteke! Sailor fuku Lantis LACM-4362
1. Motteke! Sailor fuku (もってけ！セーラーふく?) – 4:18
2. Kaeshite! Knee socks (かえして！ニーソックス?) – 4:06
3. Motteke! Sailor fuku - off vocal (もってけ！セーラーふく - off vocal)?) – 4:18
4. Kaeshite! Knee socks - off vocal (かえして！ニーソックス?) – 4:06

Durata totale: 16 min  40 s
CD singolo Motteke! Sailor fuku Re-mix 001 -7 Burning Remixers- Lantis LACM-4402
1. Motteke! Sailor fuku [Chōshi Koite Gyokusai Mix] (もってけ！セーラーふく【調子こいて玉砕ミックス】?)
2. Motteke! Sailor fuku [Metabo Taisaku Mix] (もってけ！セーラーふく【メタボ対策Mix】?)
3. Motteke! Sailor fuku [Nako no Hito on the floor mix] (もってけ！セーラーふく【中の人on the floor mix】?)
4. Motteke! Sailor fuku [-Undakada~Kyō no Yabō-] (もってけ！セーラーふく【-うんだかだ～教の野望-】?)
5. Motteke! Sailor fuku [Glucosa Mix] (もってけ！セーラーふく【グルコサミっくす】?)
6. Motteke! Sailor fuku [Matsuri Mix!] (もってけ！セーラーふく【祭みっくす！】?)
7. Motteke! Sailor fuku [Seishun orz Mix] (もってけ！セーラーふく【青春orzミックス】?)

Durata totale: 34 min  53 s

## Classifiche
| Classifica (2007) | Posizione massima |
| ----------------- | ----------------- |
| Giappone (Oricon) | 2                 |